# Pseudotrachypus undulifolius
Pseudotrachypus undulifolius là một loài rêu trong họ Trachypodaceae. Loài này được (Broth. & Thér.) L.-Y. Pei & Y. Jia mô tả khoa học đầu tiên năm 2009.